# Koktavost

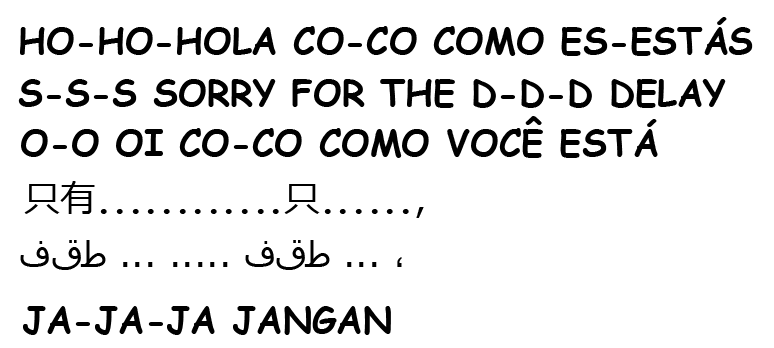
Takhle by to mohlo vypadat kdyby člověk trpící koktavostí psal přesně to co říká.

Koktavost (též zejména odborně balbutismus, balbuties) je řečová porucha, při které je plynulost řeči neúmyslně přerušována opakováním jednotlivých slabik či částí slov nebo jejich nechtěným prodlužováním. Řeč je v některých případech proložena neúmyslnými pauzami, kdy koktavý člověk není schopen vydat žádný zvuk (tzv. řečové bloky). Lidé, kteří koktají, vědí, co chtějí říct. Přesto navzdory všemu svému úsilí nejsou schopni plynule a bez námahy promluvit. Všeobecně vžitá představa, že koktavost se vyznačuje pouze rychlým opakováním několika slabik, není tedy pravdivá. Lidé trpící touto poruchou bývají označováni jako balbutici. Věda, která se koktavostí zabývá se nazývá balbutologie.
Hlavním problémem mnohých balbutiků je právě nechtěné opakování částí slov a protahování samohlásek představuje spíše mechanismus, který má toto opakování částečně eliminovat. Pojem koktavost zastřešuje různě vážné řečové poruchy. Patří sem jak řečové poruchy spíše kosmetického charakteru (při mluvnickém projevu balbutika si posluchači jeho poruchu řeči jen stěží uvědomují) až po vážné poruchy, kdy je pro postiženého jakýkoli řečový projev velkým problémem. Pro balbutika může jeho řečová porucha představovat závažný psychologický a emocionální problém. Mnozí balbutici se snaží vyhýbat se mluvení na veřejnosti nebo se snaží záměrně nepoužívat taková slova, u kterých předpokládají vznik řečového bloku. Toto vyhýbavé chování ale vede často k uzavření se do sebe, úzkosti, stresu, hanbě a pocitu „ztráty kontroly“ během mluvení. Když se osoby, které koktají, pokoušejí překonávat toto mimovolné narušení své řeči, často začínají při rozhovoru odvracet oči, pohazovat hlavou, třást rty, pomrkávat očima, jinak řečeno začínají s řečí zápasit. Koktavost je často spojována s úzkostlivostí koktavého, ve skutečnosti zde však nebyla prokázána žádná souvislost (často naopak úzkostlivost vzniká až jako následek koktavosti). U koktavých lidí také nebyla zjištěna nižší inteligence než u zbytku populace.
Koktavost neznamená v podstatě problém s fyziologickou produkcí řeči ani s převáděním myšlenek do mluvené podoby. Pokud odhlédneme od jejich řečových problémů, jsou lidé postižení koktavostí z klinického hlediska „normální“.
Koktavost se u mnohých balbutiků mění v průběhu času i v závislosti na konkrétních situacích a často je spojena s množstvím stresu při určitých činnostech. Pro mnoho balbutiků je tak například velkým problémem telefonování a stres, který při telefonickém hovoru pociťují, může výrazně negativně ovlivnit projevy jejich řečové poruchy.
Přesná příčina koktavosti je dosud neznámá, zdá se však, že zde hrají roli jak genetické, tak neuropsychologické faktory. Existuje mnoho přístupů a terapií k „léčbě“ koktavosti, které mohou zmírnit její projevy; žádný zaručený lék ani zaručená technika k jejímu odstranění však nejsou v současnosti známy.

## Charakteristika

### Primární projevy
Typickými projevy koktavosti jsou opakování slabik či celých slov, jejich prodlužování a řečové bloky.
- opakování znamená, že jednotka řeči, zvuk, slabika nebo celé slovo je mimovolně několikrát zopakováno (například „ma-ma-ma-ma-maminka“). Tento projev se často vyskytuje u dětí, které začínají koktat.
- prodlužováním se myslí nechtěné prodloužení (většinou) prvního písmene daného slova („mmmmmmaminka“). Také tento projev je častý u dětí.
- bloky se projevují jako neschopnost vydat jakýkoli zvuk nebo dokonce vydechnout. Bloky jsou často provázeny znehybněním jazyka, rtů a mimických svalů. Bloky se často objevují až v pozdějším věku a bývají provázeny nepříjemným pnutím ve svalech a velkou námahou při řeči.[6]

Plynulost řeči se dokonce i u vážných balbutiků výrazně zvyšuje při společné recitaci, napodobování řeči někoho jiného, zpěvu, šeptání, hraní divadla či při mluvení k malým dětem, zvířecím miláčkům nebo k sobě samému. Ke zvýšené koktavosti naopak dochází při mluvení k většímu počtu lidí nebo při telefonování. Proto jsou tyto situace pro balbutiky velmi stresující.

### Pocity a postoje
Koktavost může mít výrazně negativní dopad na osobu koktavého. Jeden z předních vědců v tomto oboru, Joseph Sheenan, popsal koktavost pomocí známé analogie ledovce: na první pohled zřejmé projevy koktavosti (část ledovce která ční nad hladinu) představují jen malou část skutečných problémů (část ledovce která skrytá pod hladinou), kterým musí balbutik čelit. U mnoha balbutiků se objevují pocity hanby, ztrapnění, frustrace, strachu, vzteku a viny. Tyto pocity však pouze posilují napětí a úsilí a často vedou jen ke zhoršení řeči a z dlouhodobého hlediska mohou vést ke sníženému sebevědomí. Balbutik může promítnout svůj negativní pohled na sebe sama i do pohledu ostatních a dojít k závěru, že si o něm druzí myslí, že je nervózní či hloupý. Odstranění těchto negativních pocitů by proto měla být jedna z nejdůležitějších součástí jakékoli léčby.

## Typy koktavosti

### Vývojová koktavost
Typická koktavost je vývojovou poruchou, která se objevuje v raném dětství a u některých jedinců (asi 20 % ) přetrvává do dospělosti. Průměrně se koktavost objevuje kolem 30. měsíce života. Ačkoli i zde jsou rozdíly, dětská koktavost se projevuje obvykle opakováním slabik či slov; druhotným projevem je napětí. Vyhýbavé chování se však v této fázi ještě neobjevuje. Většina dětí si svého řečového problému není vědoma. U těchto dětských koktavých se mohou problémy objevovat epizodicky, kdy se střídají období koktání s obdobími relativní plynulosti řeči.
Ačkoli procento uzdravení v raném věku je velmi vysoké, koktavé dítě může postupem času přejít od „uvolněného“ koktání ke koktání doprovázenému námahou, svalovým napětím a prodlužováním hlásek. Některé reakce rodičů mohou mít vliv na vznik chronické koktavosti. Dobře míněná doporučení rodičů jako „mluv pomalu“, „pořádně se nadechni“, „řekni to znovu“ atd. mohou v dítěti vzbuzovat úzkost a strach, což vede ke stále větším řečovým problémům a dítě se dostává do nekonečného kruhu, kdy strach z koktání pouze posiluje řečovou poruchu. Později se objevují sekundární příznaky koktavosti jako mrkání očí, pohyby rtů, stejně jako vyhýbavé chování, kdy se postižený nechce stýkat s lidmi nebo utíká před situacemi, ve kterých by byl nucen komunikovat. Většina jedinců si nakonec plně uvědomí svou řečovou poruchu a identifikují se jako „koktaví“. S tímto poznáním může přijít hluboká frustrace, pocit studu a hanby.

### Získaná koktavost
Ve vzácných případech se může koktavost objevit až v dospělém věku jako důsledek neurologické události, jako například zranění hlavy, nádoru, mozkové mrtvice či jako důsledek užívání drog. Tato koktavost má však oproti předchozímu typu určité odlišnosti. Obvykle se omezuje jen na opakování částí slov či slabik a výskyt úzkosti a druhotných příznaků není příliš běžný. U tohoto typu koktavosti nepomáhají ani techniky známé jako „změněná zpětná sluchová vazba“ (viz dále), které mohou být prospěšné u vývojové koktavosti. Koktavost může také vzniknout jako reakce na traumatický zážitek, jako je žal nad úmrtím blízké osoby, rozpad vztahu nebo jako psychologická reakce na prožité fyzické trauma. V těchto případech jsou symptomy vzájemně velmi podobné: koktavost vznikne náhle a je spojena s významnou událostí, řečová porucha je stálá a není ovlivňována různými situacemi, ve kterých se koktavý člověk nachází. Postižený si své poruchy také není příliš vědom a nepociťuje v souvislosti s ní obavy.

## Léčba

### Nácvik plynulé řeči
V rámci této metody, známé také jako „vázaná řeč“ nebo „prodlužovaná řeč“ se koktající učí vědomě kontrolovat dech a artikulaci (rty, čelisti i jazyk).
Balbutici se učí zmenšit své řečové problémy tím, že celkově zpomalují tempo řeči přehnaným protahováním samohlásek a souhlásek. Používány jsou i jiné techniky, jako například používání měkkých slovních začátků nebo vyslovování slov při výdechu. Výsledkem je velmi pomalá, monotónní řeč, která se používá pouze v prostředí logopedických klinik. Poté, co balbutik tuto techniku ovládne, je tempo řeči zrychleno a celková intonace se přiblíží normálně znějící mluvě. Následně se balbutik musí naučit používat tento nový druh mluvení i mimo umělé prostředí logopedické ordinace. Ani po úspěšně zvládnuté terapii však řeč balbutika nezní přirozeně, což je považováno za hlavní nevýhodu této metody.

### Změna stylu koktání
Cílem těchto metod není odstranění samotného koktání, ale jeho přeměna tak, aby balbutik koktal lehce a s menší námahou. Tato idea vychází z předpokladu, že jestliže úzkost a strach zhoršují projevy koktavosti, pak by snazší, a tedy méně stresující koktání mělo vést k celkovému zlepšení řeči. Nejznámější z těchto způsobů publikoval v roce 1973 Charles Van Riper.

### Elektronické přístroje
Metoda změněné zpětné sluchové vazby, kdy balbutik slyší svůj pozměněný hlas, se v léčbě koktavosti používá již přes padesát let. Podobný efekt může být vytvořen při sborovém mluvení, při „vyblokování“ balbutikova hlasu (balbutik svůj hlas neslyší), nebo způsobem, kdy je balbutikovi do sluchátek pouštěna jeho řeč, která je oproti realitě lehce zpožděna. Výsledky těchto technik jsou rozporuplné, u některých balbutiků vedou k výraznému zlepšení, zatímco u jiných je změna k lepšímu malá nebo se nedostaví vůbec.

### Léčba pomocí medikamentů
Účinnost léčby pomocí látek, jako jsou benzodiazepíny, antikonvulzíva, antidepresiva, antipsychotika, antihypertenzíva a dopamínoví antagonisté byla zkoumána mnoha studiemi, kterých se účastnili jak dospělí, tak děti. Účinnost zkoumaných látek se však ukázala jako dosti sporná. Mimoto byly zaznamenány relativně závažné vedlejší efekty, jako nárůst hmotnosti či zvýšení tlaku. Z hlediska negativních vedlejších efektů by měl být lepší nově objevený lék Pagoclone, u něhož byly pozorovány jen relativně nezávažné vedlejší efekty ve formě bolesti hlavy či únavy, a to jen u malé části testovaných osob.

### Celostní osobní přístup
Tento přístup se nesnaží změnit řeč samotnou, změnit dýchání, zapojit přístroje či předepisovat látky, protože tyto postupy pro naprostou většinu lidí v praxi selhávají či nedosahují uspokojivých výsledků. Celostní přístup se dívá na celého člověka - na to, jak vnímá jednotlivé situace (protože koktání je pro většinu postižených závislé na kontextu, ve kterém se mluvčí nachází), jak vnímá sebe sama a svou řeč. Tento přístup jde do hloubky podvědomí - tam, kde bloky v řeči ve skutečnosti vznikají. Na základě změny postojů a přesvědčení jedince se pak automaticky změní i jeho řeč. Tento postup koresponduje s přístupy ke koktavosti v západním světě. V České republice se tomuto přístupu věnuje projekt bezkoktani.cz a kniha Psychosomatika koktání.

### Podpůrné skupiny
Vedle postupů, které mají přímo odstranit či zmenšit projevy koktavosti, nabývají na popularitě různé podpůrné a svépomocné skupiny. Základní filozofie těchto podpůrných skupin je postavena na konceptu sebepřijetí, prostřednictvím kterého je možné dosáhnout kvalitnějšího osobního života.
Dnes již existuje v České republice více občanských sdružení, která slouží jako platforma, kde si mohou balbutici sdělovat své problémy a pokoušet se nalézt společná řešení. V Praze se jedná o sdružení Balbutik, skládající se převážně z vysokoškoláků. Mezi nejznámější obecné diskuzní forum o balbutismu patří Balbutická komunita.